# Damien Odoul
Pour les articles homonymes, voir Odoul.
 (octobre 2017).
Si vous disposez d'ouvrages ou d'articles de référence ou si vous connaissez des sites web de qualité traitant du thème abordé ici, merci de compléter l'article en donnant les références utiles à sa vérifiabilité et en les liant à la section « Notes et références ».
Damien Odoul, né le 15 mars 1968 au Puy-en-Velay, est un cinéaste, artiste pluridisciplinaire et poète de langue française.

## Biographie
Damien Odoul réalise son premier long-métrage, Morasseix, à l'âge de vingt-trois ans, film dans lequel il interprète le rôle de César. Produit par Patrick Grandperret et co-produit par la Sept-Arte (Pierre Chevalier), le film est sélectionné à Venice Day en 2004 et distribué dans une seule salle à Paris.
Le Souffle, son second film, est récompensé par le Grand Prix du Jury et le prix Fipresci à la Mostra de Venise en 2001 et le prix Michel-Simon. En 2002, il tourne Errance présenté au Festival international du film de Toronto. Son quatrième long métrage, En attendant le déluge est sélectionné à la Quinzaine des réalisateurs à Cannes en 2004.
En parallèle, Damien Odoul écrit ses deux premiers recueils de poèmes avant de se consacrer en 2004 aux Poèmes du milieu, 1 à 39 qu’il interprète sur France Culture (dans le cadre de l'atelier de création radiophonique). Il termine en 2010 les Poèmes du milieu, 40 à 88. Une lecture a lieu au théâtre des Bouffes du Nord dans le cadre du Festival Paris en toutes lettres, et au Festival d'Avignon en 2011 ainsi qu'au Centre international de poésie Marseille en 2012.
En 2005, Hamish McAlpine propose à Damien Odoul d'adapter L'Histoire de l'œil de Georges Bataille. Il écrit le scénario avec Antoine Lacomblez, mais le projet n'aboutira pas.[pertinence contestée].
En 2006, L'Histoire de Richard O. est sélectionné à la Mostra de Venise dans la section « Orizonti ».
En 2007, Damien Odoul expose Virtual fight et lymphatique dans le nouvel espace de la galerie Kamel Mennour à Paris avec Daniel Buren.
En 2009, La Folle Parade, documentaire de création tourné sur trois ans auprès de personnes avec un handicap mental, est diffusé sur France 2 (dans le programme Histoires courtes) à l'occasion d'une soirée consacrée au cinéaste.
En 2011, il crée et met en scène au théâtre des Bouffes du nord Méfausti, avec Mathieu Amalric, librement adapté de La Tragique Histoire du docteur Faust de Christopher Marlowe.
En 2012, il termine La Richesse du loup, qui est sélectionné au FID Marseille et au Festival de Locarno. Le film est projeté à la Cinémathèque française. [pertinence contestée].
En 2015, le cinéaste termine La Peur, librement adapté du roman de Gabriel Chevallier, qui remporte le prix Jean-Vigo la même année.
En 2016, il expose Les Visions, photographies et vidéo à la Galerie Laure Roynette. Il produit également deux documentaires réalisés par sa compagne Marie-Eve Nadeau, présentés au Festival des films du monde à Montréal. La même année, il fonde Sylvart un projet environnemental autour de l’art brut. Conjointement à cette résidence artistique, il crée Art vs Wild, une web série de 36 minutes produite par ARTE Creative et présentée à la Galerie Christian Berst en novembre 2016.
En 2017, un livre d’art autour de son travail de cinéaste, Résurrection permanente d'un cinéaste amoureux, est publié aux éditions Les Cahiers dessinés. Il est également lauréat d'une résidence à la Villa Kujoyama à Kyoto.
En 2020, son neuvième long métrage intitulé Théo et les Métamorphoses est sélectionné à la Berlinale 2021 dans la section Panorama, ainsi qu'aux FEMA, GIFF, Seville European Film Festival, Cardiff et Londres... Il remporte le Grand Prix au festival Nouveaux Horizons 2021.
En 2024, les éditions de l'Oeil  éditent un coffret intégral de cinq Livres-DVD regroupant toute la filmographie d'Odoul ainsi qu'une sélection de son travail photographique antérieur. En outre, Damien Odoul termine son ultime court-métrage intitulé Cet enfant-là.
Le 25 juin, Ciné+ diffuse le documentaire doby(e)do, un (auto)portrait retraçant les trente-six dernières années de son parcours de cinéaste.

## Filmographie

### Longs métrages
- 1992 : Morasseix
- 2000 : Le Souffle
- 2002 : Errance
- 2003 : En attendant le déluge
- 2006 : L'Histoire de Richard O.
- 2011 : Le Reste du monde (TV)
- 2012 : La Richesse du loup
- 2014 : La Peur
- 2021 : Théo et les métamorphoses

### Courts métrages
- 1988 : La Douce
- 1990 : À l'Ouest de l'Orient
- 1994 : TOB (Tête d'Œuf Bouilli)
- 1995 : Elegeia
- 1995 : Les barbots
- 2000 : Magik
- 2000 : Sans monde
- 2003 : Réminiscences
- 2006 : Anima
- 2024 : Cet enfant-là

### Documentaires de création
- 1989 : Tchécoslovaquie 68/89
- 2008 : La Maison des morts
- 2009 : La Folle Parade
- 2011 : Le Temps des transhumances
- 2023 : doby(e)do

## Art vidéo et photographie
- Les Visions[13], Galerie Laure Roynette, 2016
- Virtual fight et lymphatique, Galerie Kamel Mennour, 2008
- Private Lily, Moriarty, 2008
- Kagami toy, Galerie Martine Aboucaya, 2007
- Serial, La Centrale Électrique, Bruxelles, 2006
- Animal natum est ut morior, Galerie Inknight, 2006
- DIVAfair, l'Hôtel Kube, Paris, 2006
- Le cassage de bois qui aura pour denier mot la fève, Les Frigos, Jean-René de Fleurieu, 2005

## Publications
- Coffret Livres-DVD, intégrale des films de Damien Odoul, Les éditions de l'Œil, 2024
- Résurrection permanente d'un cinéaste amoureux, Les Cahiers dessinés, 2017
- Les Poèmes du milieu, 40 à 88, Archimbaud Éditeur
- Les Poèmes du milieu, 1 à 39, Éditions Lume
- Faux haïkus d'un occidental pas très orthodoxe, Éditions Lucien Souny
- Dix-neuf pour rien, Éditions NPC

## Distinctions
- Le Souffle :
  - Grand prix du Jury et prix Fipresci, Mostra de Venise, 2001
  - Prix de la mise en scène, Festival de Bratislava, 2001
  - Prix Michel-Simon (interprétation masculine Pierre-Louis Bonnetblanc), 2002
- À l'Ouest de l'Orient :
  - Prix spécial du Jury, Festival de Clermont-Ferrand, 1991
  - Prix de qualité CNC, 1992
- La Peur :
  - Prix Jean-Vigo 2015
- Théo et les Métamorphoses :
  - Grand Prix du festival Nouveaux Horizons 2021

## Rétrospectives
- L'intégrale des longs-métrages de Damien Odoul a été présentée aux Festivals d’Édimbourg et de Tübingen (Master class) en 2004.
- L'intégrale des courts-métrages a été présentée à la Cinémathèque française le 4 octobre 2007 et au Festival Côté Court de Pantin en 2008.